# Tim Truman
Tim Truman é um autor e desenhista de histórias em quadrinhos americanas. É o co-criador, ao lado do roteirista John Ostrander, da série Grimjack, indicada ao Prêmio Jack Kirby de "Melhor Nova Série em 1985. Em 2005, quando Kurt Busiek decidiu deixar o cargo de roteirista de uma nova versão da revista Conan, relançada pela Dark Horse Comics dois anos antes, Truman o sucedeu, continuando com o projeto da editora de recontar as histórias do personagem criado por Robert E. Howard em ordem cronológica. Desde 2006 escreve histórias com o personagem e já escreveu adaptações de histórias como O Colosso Negro e A Cidadela Escarlate